# Poilly-sur-Serein
Pour les articles homonymes, voir Poilly.
Poilly-sur-Serein est une commune française située dans le département de l'Yonne, en région Bourgogne-Franche-Comté.

## Géographie

### Situation
Poilly  est dans la partie sud-est du département de l'Yonne, avec Paris à 200 km au nord-ouest et Dijon 133 km au sud-est, sa préfecture Auxerre à 35 km à l'ouest et sa sous-préfecture Avallon à 36 km au sud.
Pour les villes les plus proches, Chablis est à 10 km au nord-ouest, Tonnerre à 14 km au nord-est, Ancy-le-Franc à 22 km à l'est, Noyers-sur-Serein à 14 km au sud-est, Arcy-sur-Cure à 27 km au sud-ouest.

### Routes et transports
La commune est traversée par la D 45 qui relie Chablis à Noyers (N-O/S-E), et par la D 144 qui relie Yrouerre à Vermenton et à la Cure (N-E/S-O).
L'autoroute A6 est accessible à Nitry à 14 km au sud (échangeur no 21), et à Auxerre-Sud à 23 km à l'ouest (échangeur no 20).
La gare SNCF la plus proche se trouve à Tonnerre où passent des TER Bourgogne à destination de Dijon, Paris-Bercy, Laroche-Migennes et Auxerre.

### Hydrographie, relief
Le bourg de Poilly est à 155 m d'altitude en son centre. Il est situé en rive droite du Serein, affluent en rive droite de l'Yonne qui prend source à Beurey-Bauguay en Côte-d'Or et conflue à 10 km en aval d'Auxerre. Le Serein traverse la commune dans le sens général sud-est/nord-ouest, y entrant à quelque 153 m d'altitude depuis Sainte-Vertu et sortant sur Chemilly-sur-Serein à environ 144 m d'altitude.

Mais son cours est très méandreux et sur la commune le Serein coule d'abord vers le nord sur 3,8 km, se tourne ensuite plein ouest pour 400 m, repart vers le sud sur 1,2 km et seulement alors reprend sa direction générale vers le nord-ouest. Il quitte la commune environ 800 m après ; soit un total d'environ 6,2 km sur Poilly. Ses rives sont entourées d'arbres sur presque toute cette longueur, formant un ruban boisé mince mais rarement interrompu.
À l'ouest, son petit affluent de rive gauche le ru de l’Église, cours d'eau saisonnier, longe la D45 sur 830 m avant de quitter la commune pour celle de Chemilly où il conflue.
L'ancien moulin de Poilly était alimenté par un bief d'environ 600 m de long (amont et aval), toujours existant.
Plusieurs sources apparaissent sur la carte.
La source de Saint-Potentien est dans la petite vallée du même nom, en rive gauche du Serein à son entrée sur la commune.
Le puits Mireau, source intermittente, est situé dans la vallée du ru de Vaucharme (affluent du Serein, confluence à Chablis), au point de jonction entre les communes de Chemilly au nord, Poilly au nord-est et Lichères au sud.

À 1,3 km au nord-ouest du bourg, en rive droite du Serein qui amorce son trajet vers le sud, se trouve la source de la Garenne, à l'entrée d'une petite vallée s'ouvrant vers le nord, aux parois presque à pic et qui sépare les lieux-dits Jacques Naissant côté ouest et Gale Bique côté est.
Au nord, la fontaine de Chaule est en limite d'Yrouerre.
Le Serein a creusé une vallée profonde que les hauts de ses coteaux dominent de leurs 250 m d'altitude au nord (Beauregard), au sud-est (vers le ferme de la Roche) et au sud-ouest (vers le bois des Coings) de Poilly, et de 275 m d'altitude (mont du bois des Brosses) au nord-est du bourg. Au nord du bourg, les hauts de coteaux en rive droite du Serein (hauteur de Beauregard et hauteurs adjacentes) sont les seules terres de la commune à porter de la vigne. Ils forment dans leurs grandes lignes une barre orientée est-ouest, flancs tournés vers le sud. Mais dans leur partie Est vers les Chiche Bouteilles et proches alentours, les heures d'ensoleillement matinales y sont diminuées par le mont du bois des Brosses qui les dépasse de 25 m sur leur sud-est ; c'est probablement la raison du nom de ce lieu-dit, indiquant moins de bouteilles produites.
Les flancs de ces coteaux nord sont généralement trop abrupts pour les machines agricoles et sont principalement boisés. La pointe nord de la commune est couverte par 105 ha du bois de Vau Renard, le reste de ce massif forestier se trouvant sur Chemilly. Le bois des Brosses couvre 120 ha dans la partie nord de la commune et est prolongé vers l'ouest par un boisement de 80 ha d'un seul tenant, là aussi sur les coteaux à leur plus pentu. Le bois des Coings couvre 180 ha à l'extrémité sud de la commune, et le Bois d'Assis 70 ha au sud-est.

### Hameaux, lieux-dits et écarts
Dans la boité déroulante qui suit, les noms en italiques sont ceux des  lieux-dits (sans habitations) ; les noms en caractères droits sont ceux des hameaux.

### Climat
Pour des articles plus généraux, voir Climat de la Bourgogne-Franche-Comté et Climat de l'Yonne.
En 2010, le climat de la commune est de type climat océanique dégradé des plaines du Centre et du Nord, selon une étude du Centre national de la recherche scientifique s'appuyant sur une série de données couvrant la période 1971-2000. En 2020, Météo-France publie une typologie des climats de la France métropolitaine dans laquelle la commune est exposée à un climat océanique altéré et est dans la région climatique  Lorraine, plateau de Langres, Morvan, caractérisée par un hiver rude (1,5 °C), des vents modérés et des brouillards fréquents en automne et hiver. 
Pour la période 1971-2000, la température annuelle moyenne est de 11 °C, avec une amplitude thermique annuelle de 16 °C. Le cumul annuel moyen de précipitations est de 821 mm, avec 12,3 jours de précipitations en janvier et 8 jours en juillet. Pour la période 1991-2020, la température moyenne annuelle observée sur la station météorologique de Météo-France la plus proche, « Chablis_sapc », sur la commune de Chablis à 9 km à vol d'oiseau, est de 11,6 °C et le cumul annuel moyen de précipitations est de 740,3 mm. 
La température maximale relevée sur cette station est de 42,6 °C, atteinte le 25 juillet 2019 ; la température minimale est de −24,2 °C, atteinte le 16 janvier 1985,,. 
Les paramètres climatiques de la commune ont été estimés pour le milieu du siècle (2041-2070) selon différents scénarios d'émission de gaz à effet de serre à partir des nouvelles projections climatiques de référence DRIAS-2020. Ils sont consultables sur un site dédié publié par Météo-France en novembre 2022.

## Urbanisme

### Typologie
Au 1er janvier 2024, Poilly-sur-Serein est catégorisée commune rurale à habitat dispersé, selon la nouvelle grille communale de densité à sept niveaux définie par l'Insee en 2022.
Elle est située hors unité urbaine et hors attraction des villes,.

### Occupation des sols
L'occupation des sols de la commune, telle qu'elle ressort de la base de données européenne d’occupation biophysique des sols Corine Land Cover (CLC), est marquée par l'importance des territoires agricoles (69,8 % en 2018), en diminution par rapport à 1990 (71,3 %). La répartition détaillée en 2018 est la suivante : terres arables (54,3 %), forêts (27,9 %), prairies (8,2 %), cultures permanentes (7,3 %), zones urbanisées (2,2 %). L'évolution de l’occupation des sols de la commune et de ses infrastructures peut être observée sur les différentes représentations cartographiques du territoire : la carte de Cassini (XVIIIe siècle), la carte d'état-major (1820-1866) et les cartes ou photos aériennes de l'IGN pour la période actuelle (1950 à aujourd'hui).

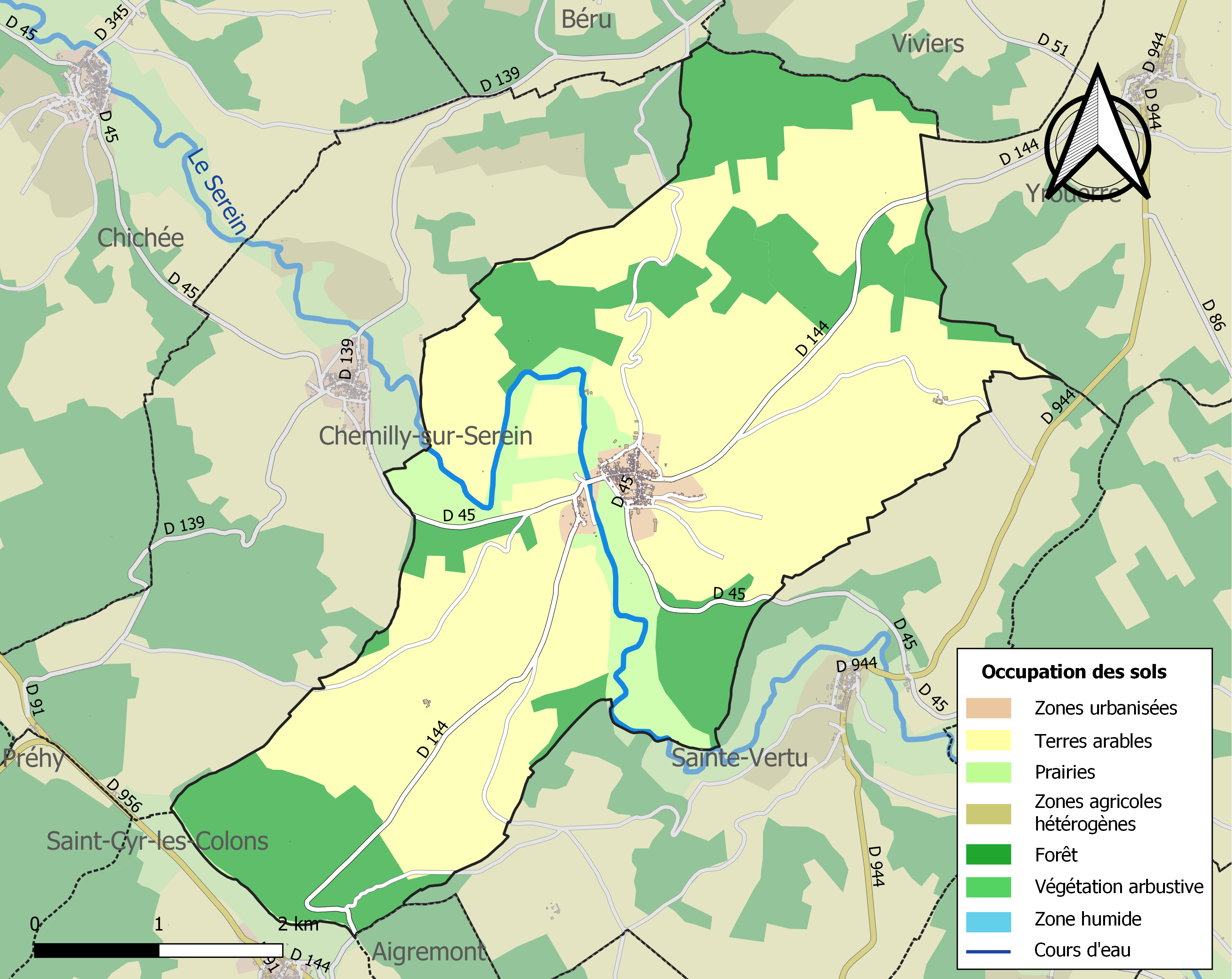
Carte des infrastructures et de l'occupation des sols de la commune en 2018 (CLC).

## Toponymie
1116 : Poelleyo
1153 : Poliaco (échange entre Guillaume de Nevers et les moines de saint-Michel) ; 1157 : Poliaci (dans un accord entre les abbayes de Pontigny et de Celles). Les deux formes sont le même mot décliné différemment.
1189 : Poly (cartulaire de Saint-Michel).
1312 : Poilly ; 1327 : Poilley ; 1331 : Poilli (cartulaire hôpital de Tonnerre).
Plus tard : Poilly en Tonnerrois, Poilly sous Noyers.

## Histoire

### Époque gallo-romaine
Les fondations d’une villa gallo-romaine sont mises à jour sur 60 m de long lors de la construction de la ligne de chemin de fer en 1888, entre Poilly et Sainte-Vertu, à l’entrée de la gorge dite « d’Artuisot ». Monnaies, mosaïques, tuiles et poteries sont rejetées et enfouies dans les remblais. Les rares monnaies subsistantes sont datées des IIe et IIIe siècles.
Les autres vestiges de cette époque découverts aux environs sont :
- de nombreuses constructions juste au sud du village, le long de la route de Sainte-Vertu. Le lieu-dit s'appelle « les Masures » ;
- aux abords du cimetière ;
- vers la source de la Garenne, près de Guette-Soleil, sur Chemilly[21].

### Moyen Âge
Poilly était pendant plusieurs siècles une paroisse relevant du diocèse de Langres et de la province d'Île-de-France. Sa prévôté ressortissait du bailliage de Tonnerre - mais le bailliage de Sens est aussi mentionné pour 1789.
En 1116, l'église de Poilly (appelé Poelleyo) est confirmée dans son rattachement à l'abbaye Saint-Michel de Tonnerre par Godefroy, évêque de Langres.
Le 2 juillet 1153, Guillaume comte de Nevers, ayant « donné à l'église de Saint-Michel, deux moulins situés au Bourg-Bérault », reçoit en retour des terres dont une partie sont celles entre Poilly et « le grand chemin de Noyers à Auxerre » (trajet repris par la D956 qui suit le cours du ruisseau du Vaucharme ; ce cours d'eau borde la commune au sud).
L'abbaye N.-D.-de-la-Charité à Lézinnes est fondée en 1184. Dès sa fondation ou peu après, elle possède une dépendance à Poilly : la Celle aux Nonnains, une ferme située au centre du bourg actuel, au pied du chemin menant à l'église. La Celle aux Nonnains est détruite pendant la guerre de Cent Ans, reconstruite, de nouveau détruite lors des guerres de religion.
En 1341 Miles, seigneur de Noyers, affranchit les habitants de Poilly du droit de mainmorte. Cet affranchissement est approuvé par Jeanne de Chalon, comtesse de Tonnerre, veuve de Robert de Bourgogne, et ratifié en 1343 par le roi Philippe.

### Époque moderne
Vers 1543, dans un climat politique tendu qui annonce la venue des guerres de Religion, Poilly s'entoure de fortifications - le village n'en avait pas lors de la guerre de Cent Ans et avait beaucoup souffert à l'époque. Il reste quelques traces de ces murs d'enceinte, autour de l'église ; les fossés de 10 à 12 m de large qui bordaient les murs à l'extérieur, ont été comblés et transformés en jardins.
Après la fortification de la ville, les religieuses de la Charité de Lézinnes installent une résidence face à l'actuelle mairie.
La carte de Cassini (XVIIIe siècle) donne seulement deux lieux construits hors Poilly bourg. L'hermitage de Saint-Potentien se tenait en rive gauche du Serein juste à l'entrée de la rivière sur le territoire communal actuel. La carte actuelle montre à cet endroit la source de Saint-Potentien et la vallée du même nom. Et la source de Chaule en limite d'Yrouerre au nord avait elle aussi son petit hameau. Ces deux hameaux ont disparu avant le milieu du XIXe siècle : la carte d'état-major de cette époque ne montre aucun hameau.

### Seigneurs de Poilly
Entre 1350 et 1538, se succèdent à la seigneurie les familles de Noyers, de Savoisy, de Budé, de la Trémoille et de Husson. Au XVe siècle un de Savoisy est seigneur de Poilly.
- 1538 : Pierre du Breul est mentionné cette année-là[28].

D'autres noms de seigneurs de Poilly, aux XVIe et XVIIe siècles : de la Rivière-Champlemy, de Branche, du Breuil et de Malain ; suivent Boucher, de Melun et de Morize.
- 1702 : Abraham Derval, puis Jean-Louis de la Perrière[21].
- 1718 : Jean-Louis de la Perrière.
- 1719 : Edme le Court possède les trois-quarts de la seigneurie de Poilly[21].
- ? : un nommé Malain[29].
- 1729 : Michel de Belcour, mentionné cette année-là[21].
- ? : un Castres de la Baume, seigneur de Michery (1638) mais le nom est signalé comme seigneur de Michery et de Poilly au XVIe siècle[30].
- ?-1756 : un nommé Boucher, baron de Flogny[31], possède les trois-quarts de la seigneurie de Poilly. Il vend cette part le 23 janvier 1756 à Edme Le Court de Béru[21].
- 23 janvier 1756 - ? : Edme Le Court de Béru[21].
- 1789 : Edme le Court de Béru est seigneur de Poilly, Béru et Chichée[32].

### Le tacot du Serein
Poilly était une station sur le trajet du tacot du Serein, une voie ferrée d'intérêt local faisant partie du réseau départemental à voie étroite. La ligne a été inaugurée le 15 octobre 1887. Elle reliait Laroche à L'Isle-Angely, soit 74,9 km, faisant la jonction à Laroche avec la ligne Paris - Lyon - Marseille ou PLM, et à L'Isle avec la ligne Avallon - Nuits-sous-Ravière. Avant 1914 elle transportait 150 000 voyageurs par an. Son déclin a commencé dans les années 1920, avec un court regain pendant la Seconde Guerre mondiale. Elle a été fermée le 31 décembre 1951.

## Économie
L'activité principale est l'agriculture (céréales, colza...) et l'élevage bovin.
La vigne tient aussi un rôle important dans l'économie du village, Poilly se situant dans le vignoble chablisien. Neuf appellations viticoles sont autorisées sur la commune.
Cinq sont des AOC régionales, communes à tout le vignoble de Bourgogne :
« Bourgogne », « Bourgogne-aligoté », « Bourgogne-mousseux », « Bourgogne-passe-tout-grains », « Coteaux-bourguignons » et « Crémant-de-bourgogne » ;
deux sont des « Appellations communales » dites également « appellations villages » :
« Chablis » et « Petit Chablis » ;
et le « Yonne » est une IGP (Indication Géographique Protégée), label européen appelé jusqu'en 2009 « Vin de Pays ».

## Politique et administration
| Période | Période | Identité       | Étiquette | Qualité |
| ------- | ------- | -------------- | --------- | ------- |
|         |         | Laurent Moreau |           |         |
|         |         | Joël Rintjema  |           |         |

## Démographie
L'évolution du nombre d'habitants est connue à travers les recensements de la population effectués dans la commune depuis 1793. Pour les communes de moins de 10 000 habitants, une enquête de recensement portant sur toute la population est réalisée tous les cinq ans, les populations de référence des années intermédiaires étant quant à elles estimées par interpolation ou extrapolation. Pour la commune, le premier recensement exhaustif entrant dans le cadre du nouveau dispositif a été réalisé en 2004.

En 2022, la commune comptait 243 habitants, en évolution de −14,13 % par rapport à 2016 (Yonne : −1,95 %, France hors Mayotte : +2,11 %).
| 1793 | 1800 | 1806 | 1821 | 1831 | 1836 | 1841 | 1846 | 1851 |
| ---- | ---- | ---- | ---- | ---- | ---- | ---- | ---- | ---- |
| 569  | 648  | 629  | 648  | 680  | 656  | 694  | 698  | 707  |

| 1856 | 1861 | 1866 | 1872 | 1876 | 1881 | 1886 | 1891 | 1896 |
| ---- | ---- | ---- | ---- | ---- | ---- | ---- | ---- | ---- |
| 680  | 635  | 611  | 621  | 635  | 613  | 716  | 591  | 585  |

| 1901 | 1906 | 1911 | 1921 | 1926 | 1931 | 1936 | 1946 | 1954 |
| ---- | ---- | ---- | ---- | ---- | ---- | ---- | ---- | ---- |
| 571  | 540  | 503  | 486  | 468  | 415  | 414  | 398  | 351  |

| 1962 | 1968 | 1975 | 1982 | 1990 | 1999 | 2004 | 2006 | 2009 |
| ---- | ---- | ---- | ---- | ---- | ---- | ---- | ---- | ---- |
| 322  | 248  | 232  | 259  | 235  | 260  | 271  | 264  | 281  |

| 2014 | 2019 | 2022 | - | - | - | - | - | - |
| ---- | ---- | ---- | - | - | - | - | - | - |
| 285  | 251  | 243  | - | - | - | - | - | - |

## Lieux et monuments
- L'église Saint-Aignan, classée MH en 1910, domine le cœur du village depuis l'aube du XVIe siècle. Elle remplace une église du XIIe siècle. Des sarcophages ont été trouvés près d'elle[Mér 1],[Mér 2]
- Un colombier du XVIIe siècle, remanié aux XVIIIe et XIXe siècles, se trouve à côté de la mairie dans la cour de l'école, côté nord-est. En 2008 charpente et couverture ont été refaites à neuf, et l'échelle tournante d'origine a été restituée[40]. Il est partiellement inscrit comme monument historique depuis février 1968[Mér 3],[Mér 4].
- Le pont routier de la route de Chablis (D 45) sur le Serein date du XIXe siècle. Ses cinq arches basses en plein cintre sont appareillées avec des claveaux réguliers. Les quatre piles sont protégées par des avant-becs et arrière-becs de section circulaire à sommet conique. Le tablier est bordé par un garde-corps en fer. Il est inscrit comme monument historique depuis novembre 2000[Mér 5].
- À la source Saint-Potentien se trouve la fontaine de dévotion de Saint-Potentien. Une chapelle associée voisine, maintenant en ruines, était un but de pèlerinage : l'eau de la source avait la réputation de guérir les os. La fontaine est classée monument historique depuis novembre 2000[Mér 6].
- Une croix de chemin du XVIIIe siècle sur la route de Chablis[note 1] est classée comme monument historique depuis novembre 2000[Mér 7].
- La croix de chemin appelée croix de Saint-Placide[Mér 8] ou croix du Faîte du Parc[note 2], près du village sur la route de la Crémine, date de 1729. Elle est inscrite MH depuis novembre 2000[Mér 8].
- La croix du Parc est située dans l'enclos de l'église. Elle date de 1780 et est inscrite MH depuis novembre 2000[Mér 9].
- Une autre croix de chemin se tient dans le village au croisement de la D 45 (route de Sainte-Vertu) et du chemin de la Crémine[note 3].

## Personnalités liées à la commune
Le mage Edmont Billaudot y est né en 1829. Mort en 1881, il y est enterré. Occultiste disciple de Mademoiselle Lenormand, il fut l'oracle de Victor Hugo, Alexandre Dumas, Eugène Sue, prédit la défaite de Sedan à Napoléon III, et annonça la Première Guerre mondiale.

## Pour approfondir